# Scatella thermarum
Scatella thermarum är en tvåvingeart som beskrevs av Collin 1930. Scatella thermarum ingår i släktet Scatella och familjen vattenflugor. Inga underarter finns listade i Catalogue of Life.